# 猪苗代町立吾妻中学校
猪苗代町立吾妻中学校（いなわしろちょうりつ あづまちゅうがっこう）は、福島県耶麻郡猪苗代町にあった公立中学校である。

## 概要
猪苗代町内のうち吾妻第一中学校、吾妻第二中学校、市沢中学校の3校が統合されて誕生したのが吾妻中学校である。

## 沿革
- 1980年（昭和55年）4月1日 - 吾妻第一中学校、吾妻第二中学校、市沢中学校の3校が統合して、新設の吾妻中学校が開校。
- 2022年（令和4年）3月31日 - 町内の三校と統合し、新設の猪苗代中学校が開校し、閉校[3]。

## 教育目標
- 自ら学ぶ生徒
- 心豊かな生徒
- 体たくましい生徒

## 学区
- 吾妻小学校区[4]